# Muzeum ghetta Terezín
Muzeum ghetta je součást Památníku Terezín v severočeském Terezíně. Nachází se v budově někdejší terezínské základní školy v centru města v Komenského ulici v bloku mezi náměstím Československé armády a Pražskou ulici (v témže bloku se nalézá i městský úřad, místní služebna Policie ČR a budova úřadovny České pošty).
Jádro muzea tvoří stálá výstavní expozice z roku 1991 Terezín v takzvaném konečném řešení židovské otázky 1941–1945, tato expozice je věnována životům Židů v období druhé světové války a vězněným lidem z Terezínského ghetta (expozice vznikla v úzké spolupráci s nimi samotnými). Výstava obsahuje velké množství různých dokumentárních artefaktů, které vypovídají o tehdejším životě vězněných osob. Dokládají také neutuchající vůli lidí přežít i v nelidských existenčních podmínkách pod stálou hrozbou transportu do některého z vyhlazovacích táborů smrti, které se lidé snažili překonávat, mimo jiné, aktivní tvůrčí a uměleckou činností.
V muzeu jsou také pořádány další sezónní jednorázové výstavy, součástí muzea je i kinosál určený pro promítání dokumentárních filmů, který může sloužit i jako přednášková místnost.
V muzeu se také nalézá obchod s upomínkovými předměty, kde je možno zakoupit informační brožury, knihy, videokazety, DVD a další suvenýry.